# كافيه ديل مار

كافيه ديل مار (Café del Mar)  بار يقع في مدينة سان أنتوني دي بورتماني في جزيرة إيبيزا الإسبانية، وتأسس في عام 1980، وفي عام 1999، تأسست العلامة التجارية لتسجيلات كافيه ديل مار الموسيقية المعروفة بسلسلة الأقراص المضغوطة.

## تاريخه
تأسس كافيه ديل مار في 20 يونيو 1980، حيث صمم المهندس المعماري الكاتالوني الإسباني لويس جويل. كان المسؤول عن الموسيقى في كافيه ديل مار هو منسق الموسيقى خوسيه باديلا الذي اشتهر بتجميعاته الموسيقية «غروب الشمس» التي بدأت في عام 1991 في مقهى ديل مار. توفي باديلا في 22 أكتوبر 2020 بسبب سرطان القولون بعد ان قام بوضع أول ستة ألبومات تجميع (كافيه ديل مار بين عامي 1994 و 1999.

## موسيقى كافيه ديل مار
ينتج "مقهى ديل مار ميوزك" موسيقى هادئة ومريحة، وقد بيعت أولى مجموعاته الموسيقية على أشرطة كاسيت في أواخر الثمانينيات. وفي عام 1999، أسس مالك المقهى علامة "مقهى ديل مار ميوزيك". اعتبارًا من أبريل 2017، تم نشر ما مجموعه 22 مجلدًا من سلسلة التجميع الرئيسية.

## محتوى ألبومات كافيه ديل مار
تحتوي هذه الألبومات على موسيقى للفنانيين: لبات ميثيني Pat Metheny ، وآيه آر رحمان A. R. Rahman - موبي Moby - جان ميشيل جار - تشيكان Chicane - اندر ورلد Underworld - ريان شيهان Rhian Sheehan - أفتر لايف Afterlife - ستيف ميلر Steve Miller - ليندا دي فرانكو Linda Di Franco - تراينجل صن Triangle Sun - توماس نيومان Thomas Newman.

## بث موسيقى كافيه ديل مار
بدأ كافيه ديل مار البث المباشر عبر قناته على اليوتيوب في 28 سبتمبر 2020. يحمل البث المباشر عنوان: مقهى ديل مار إيبيزا لايف تشيل أوت راديو وكاميرا ويب 24/7. ويبث الموسيقى الهادئة تمامًا دون أي وجود صوتي من منسق الموسيقى أو المذيع، من الفرق الموسيقية المفضلة في هذا البث: افريثينغ بات ذي جيرل Everything But The Girl - جروف أرماداGroove Armada – افتر لايف Afterlife – نايتمير اون واكس Nightmares On Wax - كاثي باتيستيسا Cathy Battistessa – شاديي Sade.

## وصلات خارجية
https://cafedelmar.com/ كافيه ديل مار
http://www.cafedelmarbrand.com/ كافيه ديل مار
https://cafedelmarmusic.com/ كافيه ديل مار